# Monumento naturale delle Gole del Farfa
Il Monumento naturale delle gole del Farfa, istituito con il D.P.R.L. del 21 giugno 2007 n. 428 (B.U.R. 30 luglio 2007, n. 21 parte I), è un'area protetta che protegge un tratto della valle del Farfa ricadente nei comuni di Mompeo e Castelnuovo di Farfa in Sabina.

## Archeologia
Immerso nella valle nei pressi di Mompeo emerge la torre di Roccabaldesca, fondata dai Tebaldi, famiglia romana di origine germanica, nel V secolo. Più a monte, lungo le gole è presente un ponte medievale a campata unica del VI secolo che consentiva all'epoca il collegamento tra Mompeo e Castelnuovo di Farfa oltre ai ruderi della Mola Naro Patrizi, un antico mulino a vino

## Flora
La flora è costituita da boschi misti a dominanza di cerro e leccio nei settori più elevati e assolati mentre il bosco ripariale avviluppa le sponde del fiume (salici, pioppi e carpini bianchi).

## Fauna
L'area è in buono stato di conservazione e conta numerose specie animali: falco pellegrino, gufo reale, rondine montana, ballerina bianca, picchio verde, merlo acquaiolo. Tra gli anfibi sono presenti le rane appenniniche, rospi, più rare le salamandrine dagli occhiali e l'ululone dal ventre giallo. Tra i rettili è presente la biscia dal collare, il ramarro, la lucertola campestre. Vairone, trota fario e ghiozzo di ruscello, sono tra i pesci presenti, che condividono le pulitissime acque del Farfa con gamberi e granchi di fiume. Tra i mammiferi sono segnalati la volpe, il tasso, il cinghiale, l'istrice e la donnola.